# Euresis

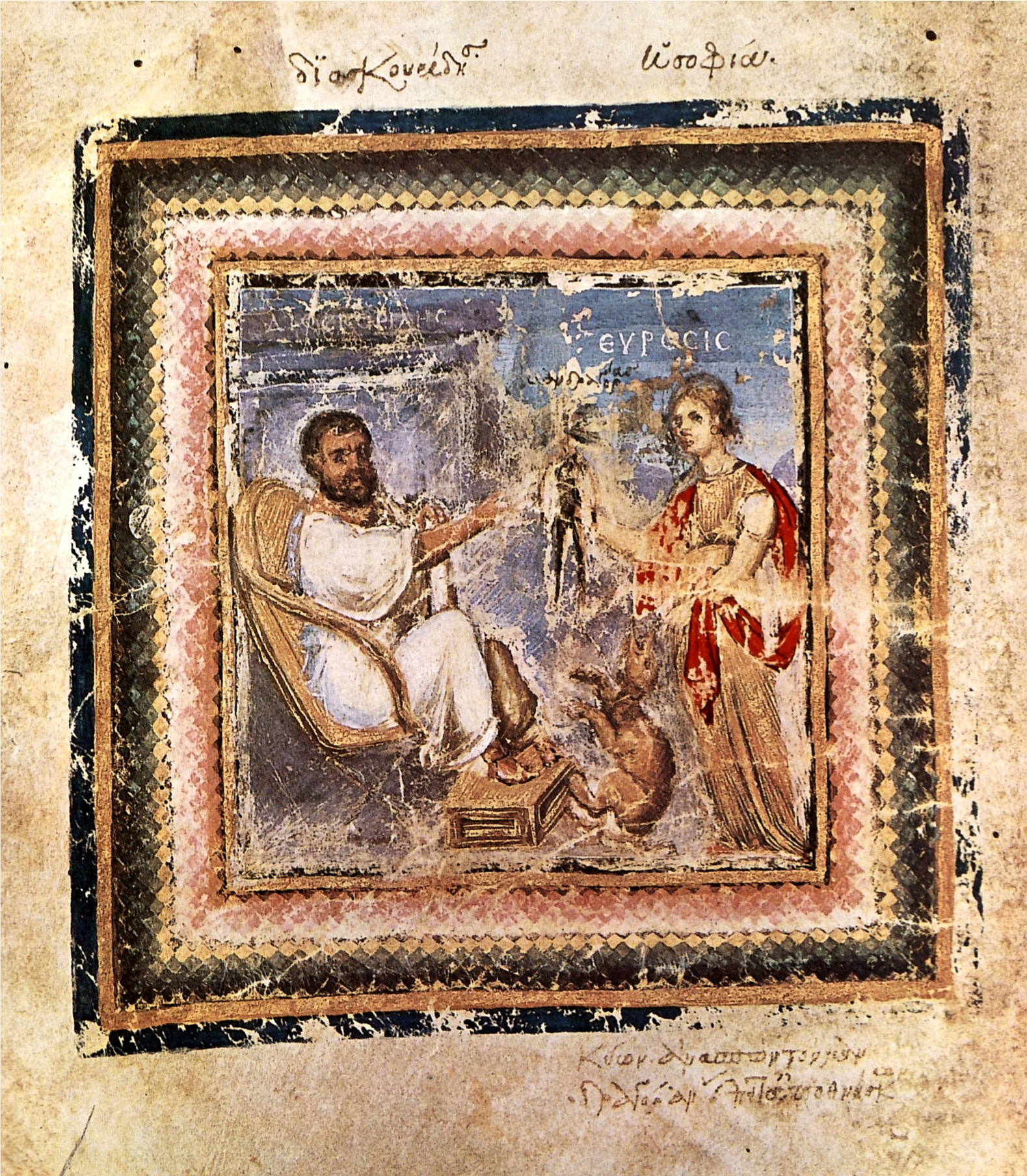
Dioscórides recibiendo de Euresis la raíz de la mandrágora. Dioscórides de Viena: Codex medicus Graecus, Biblioteca Nacional de Austria, Viena.

Euresis o Heuresis, en la mitología griega, es una ninfa conocida en la literatura como la guardiana o diosa de la Invención. En idioma inglés también se la menciona con el nombre de Descubrimiento (Discovery).
La única imagen conocida de Euresis se encuentra en el Codex Medicinae Graeca, De Materia Medica de Dioscórides, que prestó servicio como cirujano militar en la Antigua Roma del emperador Nerón, con lo que tuvo oportunidad de viajar para buscar sustancias medicinales y se le considera el más famoso farmacéutico de la antigüedad.
La ilustración le muestra barbado y sentado en una especie de elegante trono, que estira el brazo hacia la raíz de mandrágora, que le presenta Euresis, personificada como un niño. A los pies del hombre, un perro negro muerto por haber ingerido la mandrágora.
Se creía que esta planta tenía características humanas porque sus raíces parecían dos piernas y era un medicamento que podía ser mortal y al que se atribuyen poderes mágicos a través de rituales. Hay leyendas que cuentan que debe ser un perro negro el que arrancase la planta de la tierra, pues ésta grita de tal manera que podía enloquecer a las personas.